# Cerveruela
Cerveruela es un municipio de España, situado en la comarca del Campo de Daroca, en la provincia de Zaragoza, Aragón. Actualmente tiene una población de 37 habitantes, según el (INE 2021).

## Geografía
El pueblo de Cerveruela se levanta a 868 m de altitud sobre una enorme roca de pizarra situada en un meandro del río Huerva y enclavada entre las sierras del Águila y del Peco, en un paraje de pizarras oscuras y carrascas.
Se accede desde la N-330 tomando el desvío de la carretera provincial CV-668 a 5 km de Mainar. Son 3 km de carretera estrecha que transcurre paralela al río Huerva por el valle del mismo nombre.

## Historia
En 1248, por privilegio de Jaime I, este lugar se desliga de la dependencia de Daroca, pasando a formar parte de Sesma de Trasierra en la Comunidad de Aldeas de Daroca, que dependían directamente del rey, perdurando este régimen administrativo hasta la muerte de Fernando VII en 1833, siendo disuelta ya en 1838.
Su tamaño y número de casas siempre ha sido exiguo, ya que la orografía y situación por estar enclavada entre dos sierras y los barrancos de Badules y Paniza no permiten su expansión. Quizás los datos más elocuentes los proporciona Pascual Madoz en su Diccionario geográfico de 1845, donde en el Tomo VI, página 362 da una población de "28 casas, 19 vecinos y 120 almas". Madoz además añadía que disponía de "una escuela de niños concurrida por 20 alumnos y dotada con 900 rs. anuales" y apuntaba que el pueblo "produce granos, legumbres y patatas; cria ganado lanar, caza de perdices y conejos; pesca de barbos, madrillas muy finas" , comenta que el clima es "frío y sano" y que "sus enfermedades mis comunes son el tifus , dolores de costado y carbuncos" además de que el "presupuesto municipal asciende a 8900 rs."

## Demografía
Cerveruela cuenta con una población de 37 habitantes (INE 2024).
| Gráfica de evolución demográfica de Cerveruela entre 1842 y 2021                                                    |
| |
| Población de derecho según los censos de población del INE Población de hecho según los censos de población del INE |

Cerveruela experimentó un notable crecimiento de la población durante la segunda mitad del siglo XIX doblando su población en apenas unos pocos años. Una población abundante para un pueblo cuya expansión estaba limitada por lo reducido del terreno al estar enclavado entre el Río Huerva, el barranco de Badules y las numerosas colinas de la sierra de Peco.
A partir de 1920 el pueblo comenzó a perder población que emigraba a pueblos cercanos como Mainar, Paniza o Cariñena, mientras que a partir de la década de 1950 comenzó el éxodo rural en Cerveruela, emigrando mayormente a Zaragoza.
El pueblo estuvo a punto de quedar deshabitado durante los años 90 pero con la llegada del nuevo milenio, recuperó población llegando a tener un censo superior incluso al de la década de los 70 convirtiéndose es uno de los pueblos más jóvenes de la zona

## Administración y política
| Periodo   | Nombre                   | Partido | Partido                 |
| --------- | ------------------------ | ------- | ----------------------- |
| 1979-1983 | Jesús Julián Eizaguerri  |         | Candidato independiente |
| 1983-2003 | Jesús Julián Eizaguerri  |         | Partido Aragonés (PAR)  |
| 2003-2027 | Aurelio Andrés Cebollada |         | Partido Aragonés (PAR)  |

| Partido político    | Partido político                                   | 2003   | 2007   | 2011   | 2015   | 2019   | 2023   |
| Partido político    | Partido político                                   | Ediles | Ediles | Ediles | Ediles | Ediles | Ediles |
|                     | Partido Aragonés (PAR)                             | 1      | 1      | 1      | 1      | 1      | 1      |
|                     | Agrupación de electores                            | —      | —      | —      | —      | —      | 0      |
|                     | Partido de los Socialistas de Aragón (PSOE-Aragón) | 0      | 0      | 0      | 0      | 0      | —      |
|                     | Partido Popular de Aragón (PP)                     | 0      | 0      | 0      | 0      | 0      | —      |
|                     | Chunta Aragonesista (CHA)                          | 0      | 0      | 0      | 0      | —      | —      |
| Total de concejales | Total de concejales                                | 1      | 1      | 1      | 1      | 1      | 1      |

## Cultura

### Patrimonio

#### Iglesia parroquial Santiago el Mayor
Se trata de un edificio situado en la parte más alta del pueblo, de estilo barroco, y la fecha de su construcción se fija en el siglo XVIII. Consta de tres naves de igual altura, con cabecera plana y crucero cubierto con cúpula.
La torre, junto a la cabecera en el lado del evangelio, es de planta cuadrada y tiene dos cuerpos: el inferior ciego, de mampostería; el superior de ladrillo con pares de arcos doblados de medio punto en cada lado.
Sus retablos son de carácter popular de los siglos XVII y XVIII, destacando el altar de la Virgen del Pilar.

#### Peirón de la Virgen del Pilar
Aunque tiene la advocación de la Virgen del Pilar, posee capillas con baldosa de cerámica a las cuatro caras: Nuestra Señora del Pilar, San José de Calasanz, San Miguel y San Antón.
La grada y la primera base aún se atisban entre las piedras del camino y la orilla del barranco. Su altura es de dos metros, cuerpo de prisma cuadrado, en ladrillo rojo, y rematado por sencillo chapitel.
Cada 17 de enero se iba con las caballerías hasta el peirón para circunvalarlo tres veces y rezar el Padre nuestro, acción previa a la bendición de los animales domésticos. Se sitúa en el cruce del Camino Viejo a Daroca y a Paniza por el puerto.

#### El sabimbre de Cerveruela
El sabimbre (en aragonés) o sauce blanco de Cerveruela está catalogado como el más grande de Aragón y está incluido en el catálogo de Árboles y arboledas singulares de Aragón. Su altura es de 14 metros, con un diámetro de copa de 8 metros. El perímetro en la base del tronco es de 860 cm, y de 935 cm a 1,30 m de altura. Fue descubierto en 2014 en la ribera del Río Huerva, casi tapado por la vegetación. Se encuentra en el paraje de la Revuelta del Molino, muy cerca del casco urbano. El sauce se halla dentro de los límites de protección del Lugar de Importancia Comunitaria (LIC) Alto Huerva-Sierra de Herrera.

#### Espacios naturales
- Soto fluvial del río Huerva, donde se pueden apreciar los chopos cabeceros.
- Sierra del Peco.
- Sierra del Águila.
- Peña la Yedra.
- Azud del Huerva.

### Fiestas
- Peregrinación al Santuario de la Virgen del Águila, el primer sábado de mayo.[14]
- Fiestas patronales San Ignacio de Loyola, 31 de julio.
- Fiestas en honor a la Virgen del Pilar el 12 de octubre.
- Celebración de San Antón con su tradicional hoguera.